# Lourouer-Saint-Laurent
Lourouer-Saint-Laurent is een gemeente in het Franse departement Indre (regio Centre-Val de Loire) en telt 213 inwoners (2004). De plaats maakt deel uit van het arrondissement La Châtre.

## Geografie
De oppervlakte van Lourouer-Saint-Laurent bedraagt 11,4 km², de bevolkingsdichtheid is 18,7 inwoners per km².
De onderstaande kaart toont de ligging van Lourouer-Saint-Laurent met de belangrijkste infrastructuur en aangrenzende gemeenten.

## Demografie
Onderstaande figuur toont het verloop van het inwonertal (bron: INSEE-tellingen).